# Silvolde

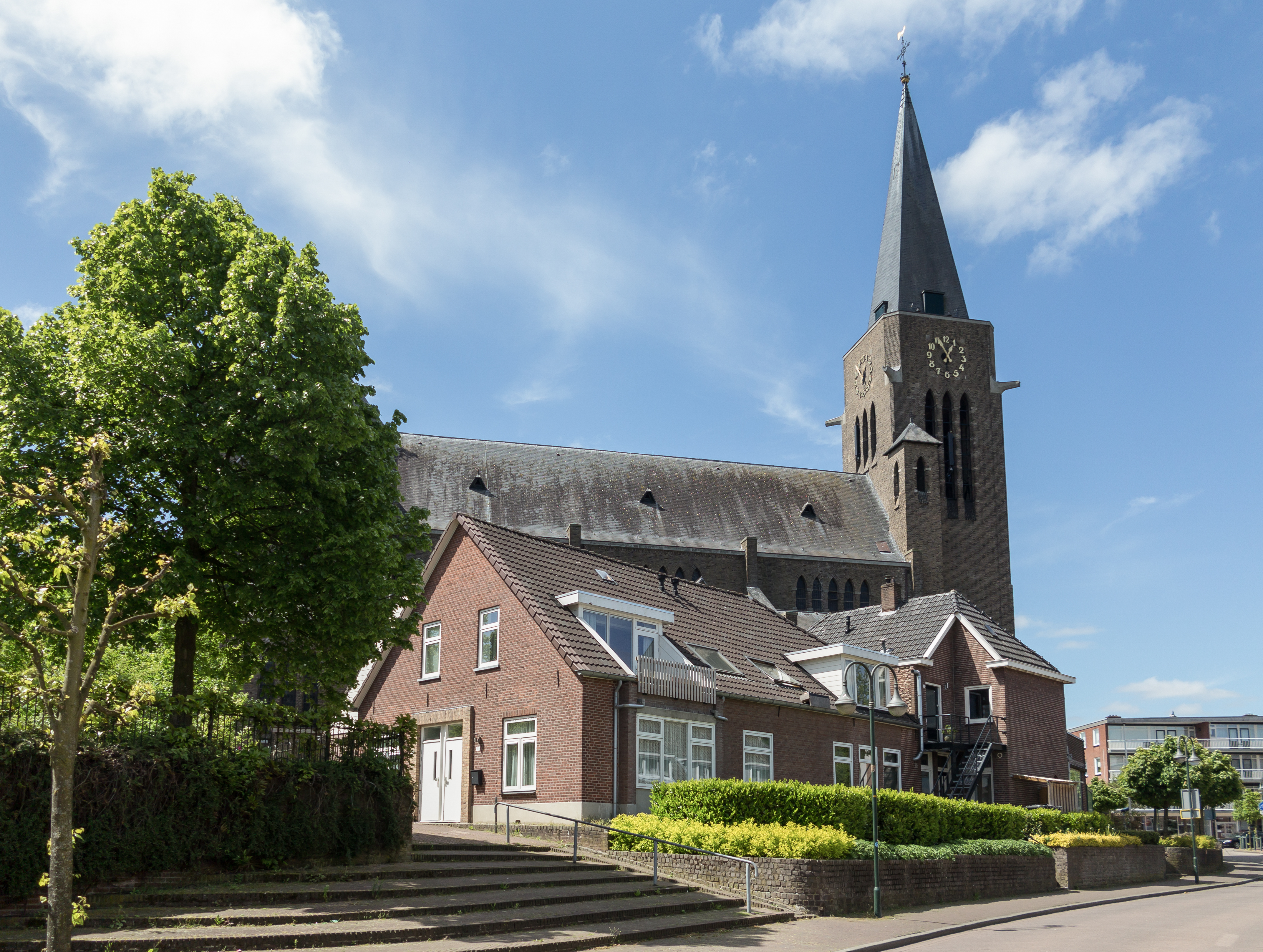
Église: de Sint Mauritiuskerk

Silvolde (en bas saxon : Zillewold) est un village situé dans la commune néerlandaise d'Oude IJsselstreek, dans la province de Gueldre. En 2009, le village comptait environ 5 800 habitants.